# Jochen Thomas
Jochen Thomas (7 de agosto de 1925 - 27 de abril de 1995) fue un actor y director de nacionalidad alemana.

## Biografía
Nacido en Kassel, Alemania, tras la Segunda Guerra Mundial Thomas, que había iniciado estudios de medicina, tomó clases privadas de actuación en Leipzig desde 1946 a 1948. Hizo su debut como actor teatral en el Volksbühne de Leipzig. Ya completa su formación, ganó experiencia actuando en escenarios como el Theater & Philharmonie Thüringen en Gera, actuando también en Halle. A partir de 1952 Thomas formó parte del elenco del Teatro Maxim Gorki de Berlín, iniciando al mismo tiempo su carrera en la Deutsche Film AG. Para la productora cinematográfica interpretó a menudo memorables figuras de carácter proletario. Así, en 1954 y bajo la dirección de Wolfgang Staudte fue un pescador en el drama Leuchtfeuer. En 1958 fue el trabajador Lindquist en Der Lotterieschwede, adaptación de la novela de Martin Andersen Nexø.
Desde mediados de los años 1950, Thomas fue también actor televisivo, formando parte de la lista de intérpretes de Fernsehen der DDR, para la cual a menudo hacía papeles paternos. Thomas participó en la serie de cortometrajes satíricos Das Stacheltier, y también fue director y guionista televisivo. Igualmente trabajó como actor de voz, doblando a Asankul Kuttubayev.
Como director televisivo hizo principalmente producciones de entretenimiento, en ocasiones con guiones de Alexander Kent. Thomas también trabajó con el Erich-Weinert-Ensemble, una formación artística perteneciente al Ejército Popular Nacional.
En 1977 se le otorgó la Orden del Mérito Patriótico en plata, y en 1986 la misma Orden en oro.
Jochen Thomas falleció en Berlín en el año 1995. Fue enterrado en  el Cementerio Friedhof Biesdorf de esa ciudad. Había estado casado con la bailarina y coreógrafa Lore Grass.

## Filmografía (selección)
- 1951 : Schatten über den Inseln
- 1953 : Jacke wie Hose
- 1954 : Leuchtfeuer
- 1954 : Ernst Thälmann – Sohn seiner Klasse
- 1954 : Ernst Thälmann – Führer seiner Klasse
- 1955 : Der Teufel vom Mühlenberg
- 1956 : Drei Mädchen im Endspiel
- 1956 : Schlösser und Katen
- 1957 : Rivalen am Steuer
- 1957 : Vergeßt mir meine Traudel nicht
- 1957 : Das Stacheltier – Das Gesellschaftsspiel – Eine unglaubliche Geschichte oder? (corto)
- 1957 : Polonia-Express
- 1957 : Das Stacheltier – Fridericus Rex – Elfter Teil (corto)
- 1958 : Geschwader Fledermaus
- 1958 : Der Lotterieschwede
- 1958 : Das Lied der Matrosen
- 1959 : Bevor der Blitz einschlägt
- 1959 : Fernsehpitaval (serie TV), episodio Der Fall Jakubowski
- 1959 : Eine alte Liebe
- 1960 : Hatifa
- 1960 : Immer am Weg dein Gesicht (telefilm)
- 1960 : Die schöne Lurette
- 1961 : Gewissen in Aufruhr (miniserie TV)
- 1962 : Die aus der 12b
- 1962 : Revue um Mitternacht
- 1962 : Tanz am Sonnabend – Mord?
- 1963 : Blaulicht (serie TV), episodio Heißes Geld
- 1963 : Karbid und Sauerampfer
- 1963 : Geliebte weiße Maus
- 1964 : Die goldene Gans
- 1965 : Die Abenteuer des Werner Holt
- 1965 : Aus dem Tagebuch eines Minderjährigen (serie TV)
- 1967 : Die Fahne von Kriwoj Rog
- 1967 : Schüsse unterm Galgen
- 1968 : Gib acht auf Susi! (telefilm)
- 1968 : Der Mord, der nie verjährt
- 1968 : Weiße Wölfe
- 1971 : Der Mann, der nach der Oma kam
- 1973 : Wenn die Tauben steigen (telefilm)
- 1974 : Aber Vati! (miniserie TV)
- 1975 : Schwester Agnes (telefilm)
- 1975 : Broddi (miniserie TV)
- 1979 : Aber Vati! 5 Jahre danach (telefilm)
- 1978 : Rentner haben niemals Zeit (serie TV)
- 1982 : Geschichten übern Gartenzaun (serie TV)
- 1984 : Das Puppenheim in Pinnow (telefilm)
- 1986 : Treffpunkt Flughafen (serie TV)
- 1989 : Tierparkgeschichten (serie TV)
- 1989 : Eine Frau für drei (telefilm)
- 1989 : Barbaron (telefilm)
- 1990 : Unerwartete Bescherung (telefilm)
- 1991 : Erzähl mir nichts von Afrika (telefilm)
- 1991 : Viel Rummel um den Skooter (serie TV)

## Radio
- 1953 : Friedrich Wolf: Krassin rettet Italia, dirección de Joachim Witte (Berliner Rundfunk)
- 1958 : Rolf Schneider: Widerstand, dirección de Wolfgang Brunecker (Rundfunk der DDR)
- 1959 : Rolf H. Czayka: Der Wolf von Benedetto, dirección de Wolfgang Brunecker (Rundfunk der DDR)
- 1961 : Ludovit Filan: Und es werde Licht …, dirección de Hans Knötzsch (Rundfunk der DDR)
- 1961 : Bernhard Seeger: Unterm Wind der Jahre, dirección de Theodor Popp (Rundfunk der DDR)
- 1961 : Klaus Beuchler: Der Fall Stetson, dirección de Werner Grunow (Rundfunk der DDR)
- 1962 : Gerhard Stübe: Das Südpoldenkmal, dirección de Fritz Göhler (Rundfunk der DDR)
- 1963 : Anna Elisabeth Wiede: Das Untier von Samarkand, dirección de Flora Hoffmann (Rundfunk der DDR)
- 1963 : Joachim Wohlgemuth: Der Schweine-Wilhelm, dirección de Werner Grunow (Rundfunk der DDR)
- 1964 : Alexander Kent: Grenzstation, dirección de Wolfgang Brunecker (Rundfunk der DDR)
- 1964 : Józef Hen/Jadwiga Plonska: Skandal in Gody, dirección de Edgar Kaufmann (Rundfunk der DDR)
- 1965 : Peter Weiss: La indagación, dirección de Wolfgang Schonendorf (Rundfunk der DDR)
- 1967 : Klaus Beuchler: Alltag eines Arztes, dirección de Uwe Haacke (Rundfunk der DDR)
- 1967 : Mijaíl Shólojov: Fremdes Blut, dirección de Werner Grunow (Rundfunk der DDR)
- 1968 : Ion Druță: Wenn der Hahn kräht, dirección de Helmut Molegg (Rundfunk der DDR)
- 1969 : Fritz Selbmann: Ein weiter Weg, dirección de Fritz-Ernst Fechner (Rundfunk der DDR)
- 1969 : Claude Prin: Potemkin 68, dirección de Edgar Kaufmann (Rundfunk der DDR)
- 1970 : Michail Schatrow: Der sechste Juli, dirección de Helmut Hellstorff (Rundfunk der DDR)
- 1970 : Horst Bastian: Deine Chance zu leben, dirección de Detlef Kurzweg (Rundfunk der DDR)
- 1971 : Bruno Gluchowski: Stahl von der Ruhr, dirección de Helmut Hellstorff (Rundfunk der DDR)
- 1973 : Hans-Ulrich Lüdemann: Überlebe das Grab, dirección de Werner Grunow (Rundfunk der DDR)
- 1974 : Ján Milczák: Die letzten Drei, dirección de Helmut Hellstorff (Rundfunk der DDR)
- 1974 : Rolf Gumlich: Krach in Dagenow, dirección de Werner Grunow (Rundfunk der DDR)
- 1975 : Linda Teßmer: Der Fall Tina Bergemann, dirección de Hannelore Solter (Rundfunk der DDR)
- 1976 : Heinrich von Kleist: Michael Kohlhaas, dirección de Hans-Dieter Meves (Rundfunk der DDR)
- 1976 : Helmut Bez: Zwiesprache halten, dirección de Joachim Staritz (Rundfunk der DDR)
- 1976 : Joachim Brehmer: Meine Frau Inge und meine Frau Schmidt, dirección de Achim Scholz (Rundfunk der DDR)
- 1976 : Hans Skirecki: Hinter Wittenberge, dirección de Barbara Plensat (Rundfunk der DDR)
- 1976 : Vasili Shukshín: Energische Leute, dirección de Wolfgang Schonendorf (Rundfunk der DDR)
- 1977 : Carlos Coutinho: Die letzte Woche vor dem Fest, dirección de Helmut Hellstorff (Rundfunk der DDR)
- 1986 : Michael Kautz: Gisa, dirección de Werner Grunow (Rundfunk der DDR)
- 1991 : Edgar Hilsenrath: Das Märchen vom letzten Gedanken, dirección de Peter Groeger (Sender Freies Berlin/Hessischer Rundfunk)